# Montegufoni
Montegufoni è una frazione del comune italiano di Montespertoli a 20 km a sud di Firenze. Sorge sulla vecchia via Volterrana, la strada che congiunge Firenze con Volterra. Degni di nota il castello e la chiesa di San Lorenzo.
Nella località sorgeva il castello degli Ormanni, appartenuto alla famiglia Ormanni e poi raso al suolo nel 1135 dal Comune di Firenze. Poi vi si insedieranno gli Acciaioli di Brescia, tra cui si ricorda Niccolò Acciaioli, che nel XIV secolo cedettero le proprietà agli Usibardi, che poi rivendettero all'inizio del XVII secolo a Donato Acciaioli.